# Sisymbrium adenophorum
Sisymbrium adenophorum là một loài thực vật có hoa trong họ Cải. Loài này được (Wooton & Standl.) Tidestr. miêu tả khoa học đầu tiên năm 1941.